# Alistair MacLeod
Alistair MacLeod (North Battleford, Saskatchewan, 20 de julio de 1936-Windsor, Ontario, 20 de abril de 2014) fue un destacado escritor canadiense y profesor de inglés en la Universidad de Windsor.

## Trayectoria
Cuando MacLeod tenía diez años, su familia se trasladó a una granja de Dunvegan, en Cabo Bretón, Nueva Escocia, de donde eran oriundos. Estudió en la Saint Francis Xavier University, entre 1957 y 1960, donde se licenció. Pero logró su MA en 1961, en la Universidad de Nuevo Brunswick; y se doctoró en 1968, en la Universidad de Notre Dame, en Estados Unidos.
MacLeod era especialista en literatura británica del siglo XIX. Enseñó durante tres años en la Universidad de Indiana, antes de lograr un puesto, en 1969, en la Universidad de Windsor como profesor de inglés y de creación literaria, donde se jubiló. 
En el verano, residía al Cabo Bretón lado de Inverness (Nueva Escocia), lugar en donde escribía. Logró el International IMPAC Dublin Literary Award, con su novela No Great Mischiefde 1999. En diciembre de 2009, MacLeod recibió el PEN/Malamud Award de cuentos con Amy Hempel.
Sus libros han sido traducidos al español.

## Obras
- The Lost Salt Gift of Blood, 1976, cuentos
- As Birds Bring Forth the Sun and Other Stories, 1986, cuentos
- sangre de mi sangre (No Great Mischief), 1999, novela.
- Island, 2000, recoge todos sus cuentos.

## Traducciones
- Isla: todos los cuentos, RBA, 2011 ISBN 978-84-9006-117-6
- Los pájaros traen el sol, RBA, 2004 ISBN 978-84-7871-091-1
- El regreso, RBA, 2005 ISBN 978-84-7871-286-1
- Sangre de mi sangre, RBA, 2005, ISBN 978-84-7871-283-0